# Unozava Júdzsi
Unozava Júdzsi (Csiba vagy Macudo, 1983. május 3. –) japán válogatott labdarúgó.

## Nemzeti válogatott
A japán U20-as válogatott tagjaként részt vett a 2003-as ifjúsági labdarúgó-világbajnokságon.